# 联合国教育、科学及文化组织
联合国教育、科学及文化组织（缩写作  ，縮寫作 ），简称联合国教科文组织，是一个联合国专门机构，成立于1945年11月16日，总部设於法国巴黎。
组织之宗旨在于通过教育、科学及文化来促进各国之间合作，对和平与安全作出贡献，以增进对正义、法治及联合国宪章所确认之世界人民不分种族、性别、语言或宗教均享人权与基本自由之普遍尊重。联合国教育、科学及文化组织接續國際聯盟的国际智力合作委员会。
截至2011年4月，联合国教科文组织有195个会员国及8個準會員。联合国教科文组织的宗旨是“利用教育、科學、文化、溝通及信息，為建立和平、消除貧窮、可持續性發展及跨文化對話而努力。”。因此主要通过這五个领域组织活动。例如贊助文學、技術及教師培育、國際科學計劃、獨立媒體及新聞自由的提升、區域性及文化歷史計劃、促進文化多樣性、世界文學的翻譯、保護文化遗产及自然遺產（世界遺產）及保護人權、彌平全球數位落差的國際合作協議等。联合国教科文组织也是聯合國發展集團的成員之一。

## 组织的活动
联合国教科文组织通过以下五个领域组织活动：教育、自然科学、社会与人文科学、文化、传播与信息。
- 教科文组织支持比較教育學的研究，并提供专业知识和促进伙伴关系，以加强国家教育领导力和各国提供全民高质量教育的能力。这包括：
  - 教科文组织教席（UNESCO Chairs），644席联合国教科文组织的国际网络，涉及超过126个国家的770所院校。
  - 环境保护组织
  - 通过于1960年的《反教育歧视公约（英语：Convention against Discrimination in Education）》
  - 每隔12年举办的成人教育国际会议（CONFINTEA）
  - 出版《全民教育全球监测报告》
  - 联合国教科文组织联系学校（UNESCO ASPNet），连系着179个国家的8009所学校。
- 教科文组织还公开发出“声明”，以教育公众：
  - 塞维利亚声明（Seville Statement on Violence）：1989年教科文组织通过的声明，反驳人类具有暴力生物倾向。
- 特定具有文化和科学价值的项目和地方，如
  - 世界地质公园
  - 始于1971年的人與生物圈計劃（MAB）
  - 文学之城：2004年，苏格兰第一个流动图书馆的城市爱丁堡，第一次获此殊荣。[7]2008年，爱荷华州的爱荷华市成为了城市文学。
  - 濒危语言和语言多样性项目
  - 人类口头和非物质遗产代表作
  - 始于1997年的世界记忆计划
  - 始于1965年的国际水文计划（IHP）
  - 世界遗产
- 鼓励“思想通过图像和文字的自由流动”：
  - 促进言论自由，新闻自由和信息自由立法，通过对通信的发展及传播和信息计划的国际计划
  - 促进信息通信技术的全面普及，通过全民信息计划
  - 促进多元化和文化多样性的媒体
- 促进事件，例如：
  - 由联合国在1998年宣布的，2001年至2010年之间向世界儿童推广和平文化的与非暴力的“国际十年”。
  - 世界新闻自由日，每年的5月3日，促进表达和新闻自由的自由是一项基本人权，它是任何健康的民主和自由社会的重要组成部分。
  - 与巴西环球电视网合作的巴西Criança Esperança项目，以筹集资金为促进社会融合和预防暴力的社区项目。
  - 国际扫盲日
  - 和平文化国际年“International Year for the Culture of Peace”
- 成立和资助的项目，如：
  - 移民博物馆倡议：推动建立与流动人口的文化对话博物馆[8]
  - 联合国教科文组织欧洲高等教育中心（UNESCO-CEPES），1972年成立于罗马尼亚首都布加勒斯特，作为一个非集中式办公，促进欧洲、美国、加拿大及以色列的国际间高等教育合作。《高等教育在欧洲》是它的官方刊物。
  - 自由软件目录：自1998年教科文组织和自由软件基金会共同资助的这个项目编目的免费软件。
  - “FRESH” 确保师生健康新鲜聚焦资源。[9]
  - 亚通组织（OANA），联合国亚太通讯社
  - 國際科學理事會
  - 联合国教科文组织亲善大使
  - “ASOMPS”在亚洲召开的一系列药用植物和香料学术会议。
  - “植物学2000”：计划支持分类学，药用和观赏植物的生物多样性和文化多样性，以及对环境的污染及其保护
  - 1948年至2005年，联合国教科文组织收藏的代表作品，对世界文学著作进行多国语言翻译。
- 联合国教科文组织尚未授權高等学府的成立[10]

## 组成和运作
教科文组织由三个部分组成：
- 大会，由全体会员国代表组成，是教科文组织的最高权力机构，每两年召开一次。负责制定教科文组织的计划与预算，按一国一票的原则由大会投票通过。
- 执行局，由58个会员国的代表组成，一般每年开会两次，是一个行政机构，为大会的召开作准备，并负责监督大会决议的实施。
- 秘书处，是教科文组织的执行机构，全体工作人员在的总干事的领导下实施会员国大会通过的计划。
  - 秘书处由1514名国际公务员、专业人员和一般事务人员组成，其中近645人在位于世界各地的73个办事处任职。
  - 除南苏丹以外的194个会员国已建立全国委员会，由教育、科学和文化等各界代表组成。
  - 与588个非政府组织与教科文组织保持正式关系，与约1,200个非政府组织与教科文组织有不定期合作。
  - 5700所联系学校帮助青少年树立宽容和加强国际了解的思想。
  - 6670个教科文组织俱乐部、协会和中心宣传教科文组织的理想和行动。
  - 173个会员国在巴黎设有常驻代表团。

### 歷任总干事
| 届    | 总干事                  | 总干事               | 出生国   | 任职时间                |
| ----- | ----------------------- | -------------------- | -------- | ----------------------- |
| 1     |                         | 朱利安·赫胥黎        | 英国     | 1946年12月 - 1948年12月 |
| 2     |                         | 海梅·托雷斯          | 墨西哥   | 1948年12月 - 1952年12月 |
| 代 理 |                         | 约翰·泰勒            | 美国     | 1952年12月 - 1953年7月  |
| 3     |                         | 卢瑟·埃文斯          | 美国     | 1953年7月 - 1958年12月  |
| 4     |                         | 维托里诺·韦罗内塞    | 義大利   | 1958年12月 - 1961年11月 |
| 代 理 |                         | 勒内·马厄            | 法國     | 1961年11月 - 1962年11月 |
| 5     | 1962年11月 - 1974年11月 | 勒内·马厄            | 法國     |                         |
| 6     |                         | 阿马杜-马赫塔尔·姆博 | 塞内加尔 | 1974年11月 - 1987年11月 |
| 7     |                         | 费德里科·马约尔      | 西班牙   | 1987年11月 - 1999年11月 |
| 8     |                         | 松浦晃一郎           | 日本     | 1999年11月 - 2009年11月 |
| 9     |                         | 伊琳娜·博科娃        | 保加利亚 | 2009年11月 - 2017年11月 |
| 10    |                         | 奧德蕾·阿祖萊        | 法國     | 2017年11月 （現任）     |

## 教科文組織的獎勵制度

### 亞太區
- 亞太區文物古蹟保護獎

## 研究所及中心

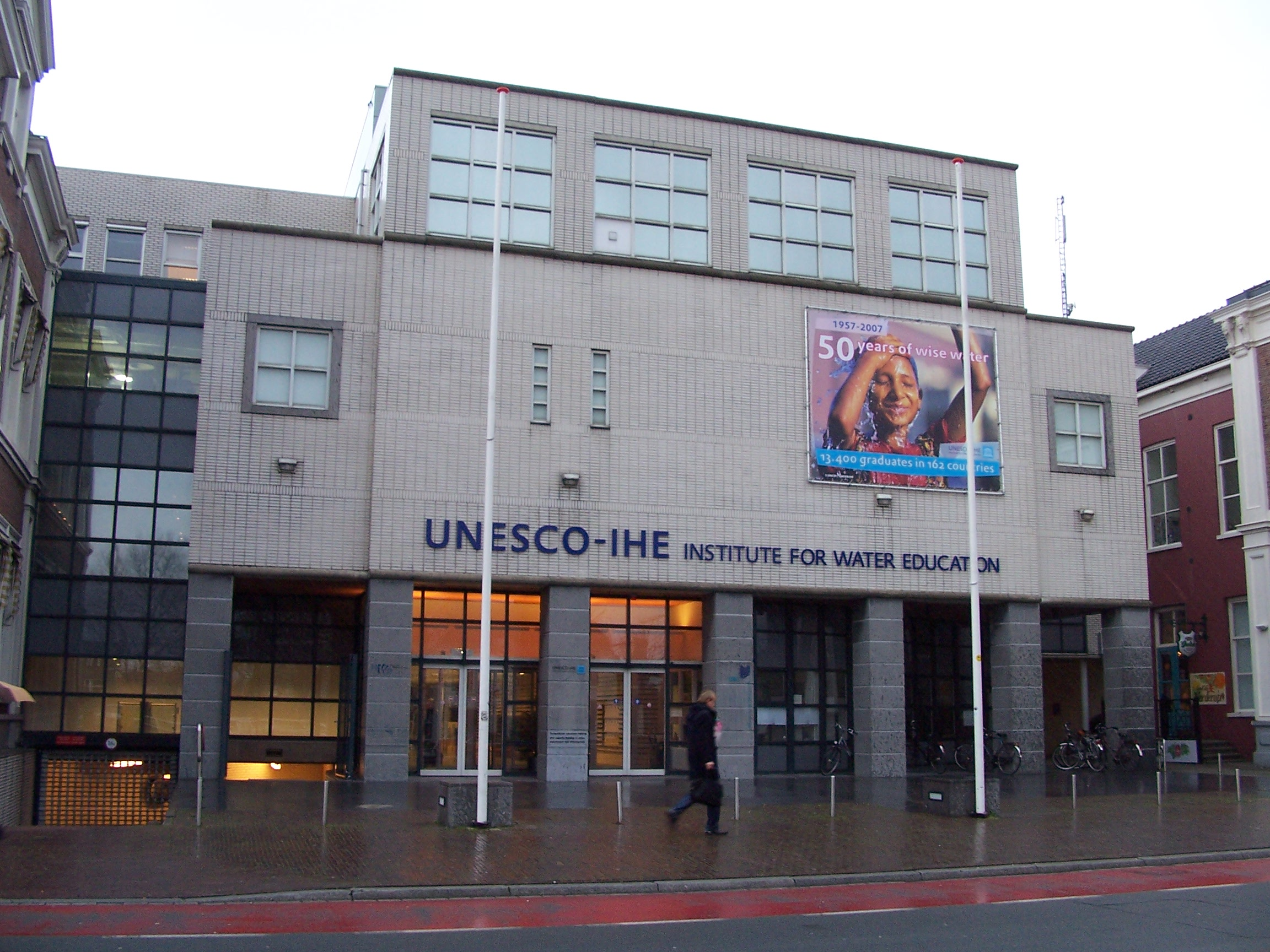
水教育学院

联合国教科文组织的學院及中心是為支持联合国教科文组织一些計劃而設的支援組織，包括:
- 位於法國巴黎的联合国教科文组织国际教育规划研究所總部，分部位於阿根廷的布宜諾斯艾利斯與塞內加爾的達卡[11]。
- 位於瑞士日内瓦的教科文组织国际教育局[12]。
- 位於德国汉堡的联合国教科文组织终身学习研究所[13]。
- 位於俄罗斯莫斯科的联合国教科文组织信息技术教育研究所[14]。
- 位於埃塞俄比亚亚的斯亚贝巴的联合国教科文组织非洲能力建设国际研究所[15]。
- 位於委内瑞拉加拉加斯的联合国教科文组织拉美及加勒比地区高等级教育国际研究所[16]。
- 位於德国波恩的联合国教科文组织技术及职业教育与培训国际中心[17]。
- 位於荷兰代尔夫特的联合国教科文组织水教育学院[18]。
- 位於意大利第里雅斯特的国际理论物理中心[19]。
- 位於加拿大蒙特利尔的联合国教科文组织统计所[20]。
- 位於中国上海的联合国教科文组织教师教育中心[21]。
- 位於印度新德里的聖雄甘地和平與永續發展教育研究所[22]。

## 成員國

### 正式成员国
直至2023年7月，教科文组织有194个成员国，其中加粗国家的代表作为执行委员会成员：
- 阿富汗
- 阿尔巴尼亚
- 阿尔及利亚
- 安道尔
- 安哥拉
- 安地卡及巴布達
- 阿根廷
- 亞美尼亞
- 奥地利
- 巴哈马
- 巴林
- 白俄羅斯
- 比利时
- 不丹
- 玻利维亚
- 巴西
- 保加利亚
- 布吉納法索
- 柬埔寨
- 喀麦隆
- 加拿大
- 中非
- 智利
- 中华人民共和国[note 1]
  - 包含来自 中國香港的国家级组织委员会
- 哥伦比亚
- 刚果共和国
- 庫克群島
- 古巴
- 賽普勒斯
- 捷克
- 刚果民主共和国
- 丹麦[note 1]
  - 包含 格陵兰领土
- 多米尼克
- 埃及
- 薩爾瓦多
- 赤道几内亚
- 爱沙尼亚
- 衣索比亞
- 斐济
- 芬兰
- 法國
- 加彭
- 德国
- 希腊
- 格瑞那達
- 几内亚
- 海地
- 匈牙利
- 冰島
- 印度
- 印度尼西亞
- 伊朗
- 伊拉克
- 愛爾蘭
- 義大利
- 牙买加
- 日本
- 约旦
- 基里巴斯
- 科威特
- 拉脫維亞
- 黎巴嫩
- 賴索托
- 利比里亚
- 利比亞
- 立陶宛
- 盧森堡
- 马达加斯加
- 马拉维
- 马来西亚
- 馬爾地夫
- 馬爾他
- 马绍尔群岛
- 毛里塔尼亚
- 模里西斯
- 墨西哥
- 密克羅尼西亞聯邦
- 摩尔多瓦
- 摩納哥
- 蒙古国
- 蒙特內哥羅[note 2]
- 摩洛哥
- 莫桑比克
- 緬甸
- 纳米比亚
- 瑙鲁
- 尼泊尔
- 荷蘭[note 1]
- 新西兰[note 1]
- 尼加拉瓜
- 尼日尔
- 奈及利亞
- 纽埃 [note 3]
- 挪威
- 北馬其頓
- 阿曼
- 巴基斯坦
- 帛琉
- 巴勒斯坦 [note 4]
- 巴拿马
- 巴拉圭
- 秘魯
- 菲律賓
- 波蘭
- 葡萄牙
- 羅馬尼亞
- 俄羅斯
- 卢旺达
- 圣基茨和尼维斯
- 圣卢西亚
- 萨摩亚
- 圣马力诺
- 聖多美和普林西比
- 沙烏地阿拉伯
- 塞内加尔
- 塞爾維亞[note 2]
- 塞舌尔
- 新加坡
- 斯洛伐克
- 斯洛維尼亞
- 所罗门群岛
- 南非
- 南蘇丹 [27]
- 西班牙
- 斯里蘭卡
- 苏丹
- 苏里南
- 瑞典
- 瑞士
  - 包括来自 列支敦斯登的国家级组织委员会
- 叙利亚
- 坦桑尼亚
- 泰國
- 东帝汶
- 多哥
- 千里達及托巴哥
- 突尼西亞
- 土耳其
- 乌干达
- 乌克兰
- 阿联酋
- 大不列顛及北愛爾蘭聯合王國[note 1]
  - 包括来自 百慕大的国家级组织委员会
- 美国[note 5]
  - 包括来自 美属萨摩亚、 關島、 、 波多黎各、 美屬維爾京群島的国家级组织委员会
- 乌拉圭
- 委內瑞拉
- 越南[note 6]
- 葉門
- 尚比亞
- 辛巴威

目前 列支敦斯登不是教科文组织的成员，但以瑞士的国家级组织委员会身份参与教科文组织事务。

### 准会员
这是教科文组织12名准成员的名单及：
- 奥兰
- 阿鲁巴
- 英屬維爾京群島
- 开曼群岛
- [註 1]
- 法罗群岛
- 中國澳門 [註 2]
- 新喀里多尼亞
- 荷屬聖馬丁 [註 1]
- 托克勞

### 观察员
有两个常驻观察员和10个政府间组织，与教科文组织常驻观察员代表团。
聯合國非会员国
- 梵蒂冈

聯合國觀察員实体
- 馬爾他騎士團

### 变动
南非
南非曾于1956年12月31日受当时种族隔离政策因素退出，后于1994年12月12日重返。
 葡萄牙
葡萄牙曾于1972年12月31日退出，原因不明，后于1974年9月11日重返。
 美国
1984年，美国里根政府以联合国教科文组织存在腐败和管理混乱等问题為由宣布退出联合国教科文组织。2003年，美国重返联合国教科文组织。
2017年10月12日，第一任特朗普政府宣布美国决定退出联合国教科文組織，转寻求以永久观察员国身份参与，此决定按相关条款将于2018年12月31日生效。美以两国的退出主要源于该组织于2011年通过关于巴勒斯坦以成员国身份加入该组织的提案（此后两国停缴会费），并认为该组织需根本性改革、存在“针对以色列的持续偏见”、对该组织债务问题的关注。2023年6月12日，美国计划重新回歸联合国教科文組織，理事會於7月1日以132比10的表決結果接納美國重新加入該組織。至此美國仍拖欠联合国教科文组织6.19亿美元会费。
2025年2月4日，第二任特朗普政府的白宫表示要重新审视美国与联合国教科文组织之间的关系；同年7月22日，白宫发言人塔米·布鲁斯宣布美国将在2026年12月31再次退出联合国教科文组织。
 英國
英国曾于1985年12月31日退出，原因不明，后于1997年7月1日重返。
 新加坡
新加坡曾于1985年12月31日退出，原因不明，后于2007年10月8日重返。
 以色列
2018年12月31日，以色列政府发表声明，跟随美国退出教科文组织。
 尼加拉瓜
2025年5月4日，尼加拉瓜政府发表声明，宣布也将在2026年12月31日退出联合国教科文组织。

### 脚注
1. 1 2 3 4 5  中国、丹麦、荷兰、新西兰、英国等国的部分非主权领地亦作为附属会员单独列入。
2. 1 2  塞尔维亚最初以南斯拉夫身份于1950年3月31日加入联合国教科文组织，但1992年9月22日，联合国大会47/1号决议暂停了南斯拉夫的会员资格，故塞尔维亚和黑山不能以南斯拉夫的继承国身份继承在联合国教科文组织的成员国身份，直到2006年6月3日，塞尔维亚才重返联合国教科文组织。
3. ↑  纽埃并未成立国家组织委员会。[24]
4. ↑  2011年10月31日，联合国教科文组织大会以107票赞成、14票反对、52票弃权的三分之二多数，接纳巴勒斯坦为其成员国，11月23日巴勒斯坦批准了联合国教科文组织的章程。 （页面存档备份，存于）
5. ↑  美国曾两度退出又重返教科文组织，并将在2026年底第三次退出，详见后文。
6. ↑  1975年以前曾以 越南共和国作为创始成员国。